# Santa Apolónia (stacja metra)
Santa Apolónia – stacja końcowa metra w Lizbonie, na linii Azul. Została otwarta w dniu 19 grudnia 2007, wraz ze stacją Terreiro do Paço, w ramach rozbudowy linii do dworca kolejowego Santa Apolónia.
Ta stacja znajduje się przy Av. Infante D. Henrique, przy stacji kolejowej Santa Apolonia, z którym jest połączona. Stacja zapewnia również dostęp do Panteonu Narodowego, Klasztoru São Vicente de Fora, Muzeum Fado, Museu Militar de Lisboa, Feira da Ladra. Projekt architektoniczny jest autorstwa Leopoldo de Almeida Rosa i José Santa-Bárbara. Podobnie jak najnowsze stacje metra w Lizbonie, jest przystosowana do obsługi pasażerów niepełnosprawnych.